# Паим, Фабиу
Фа́биу Миге́л Малье́йру Паи́м (порт. Fábio Miguel Malheiro Paím, 15 февраля 1988, Эшторил) — португальский футболист, выступающий на позиции полузащитника, игрок клуба «Старовице-Дольне». Экс-игрок молодёжных сборных Португалии, сыгравший свыше 40 матчей за различные возрастные сборные.

## Биография

### Клубная карьера
Фабиу родился в городе Эшторил, и одно время считался самым перспективным молодым игроком в Португалии. Криштиану Роналду — легендарный игрок сборной Португалии, прибыв в «Манчестер Юнайтед», сказал: 

 Если вы думаете, что я хорош, просто подождите, пока вы не увидите Фабиу Паима. — rebrn.com
 Он присоединился к юношеской системе лиссабонского «Спортинга» в возрасте 10 лет, а затем дебютировал на профессиональной основе в 2007 году, на правах аренды в клубе «Оливиас Москавиде», вместе со своим товарищем по команде Бруну Перейриньёй. Он провел сезон 2007/08 с двумя командами, дебютировав в португальской премьер-лиге в «Пасуш де Феррейра», после игры в клубе «Трофенсе», из второго дивизиона.